# Robban Bäck
Robban Bäck (* 10. ledna 1985, Švédsko) je švédský hudebník, od roku 2015 působící ve skupině Mustasch. Je také bývalým členem dalších švédských skupin; Sabaton a Twilight Force. Přestože k Sabatonu nastoupil v květnu 2012, již na konci tohoto roku byl jako koncertní náhrada oznámen Snowy Shaw a od roku 2013 je stálým bubeníkem Sabatonu Hannes Van Dahl.